# Zornella cultrigera
Espèce
Synonymes
- Linyphia cultrigera L. Koch, 1879
- Gongylidium recurvum Strand, 1901
- Pseudogonatium fuscomarginatum Strand, 1901
- Zornella mathiseni Jackson, 1932
- Zornella orientalis Marusik, Buckle & Koponen, 2007

Zornella cultrigera est une espèce d'araignées aranéomorphes de la famille des Linyphiidae.

## Distribution
Cette espèce se rencontre en zone paléarctique.

## Publication originale
- L. Koch, 1879 : Arachniden aus Sibirien und Novaja Semlja, eingesammelt von der schwedischen Expedition im Jahre 1875. Kongliga Svenska Vetenskaps Academiens nya Handlingar, vol. 16, no 5, p. 1-136.